# Vandread
Vandread (ヴァンドレッド?) è un anime giapponese diretto da Takeshi Mori e creato dallo studio Gonzo e dalla Media Factory.  Vandread, è una space opera, che combina elementi di azione, romanticismo, ecchi, commedia, e mecha.
La serie è composta da due stagioni (Vandread, uscito nel 2000 e Vandread: The Second Stage, uscito nel 2001), ognuna composta di tredici episodi da circa venti minuti. La prima serie è stata riassunta nell'OAV Vandread Taidouhen del 2001, mentre la seconda serie nell'OAV Vandread Gekitouhen ("Turbulence") del 2002.  Esiste anche una light novel Vandread Extra Stage, che racconta gli eventi accorsi dopo Vandread: The Second Stage.
Esiste infine un manga, adattato dalla serie televisiva, che si distingue dall'anime per alcuni leggeri cambiamenti.

## Trama
In un lontano futuro gli uomini e le donne vivono segregati su due differenti pianeti (le donne su  Mejere e gli uomini su Taraak), e non solo non hanno contatti gli uni con gli altri da tre generazioni, ma hanno ingaggiato una furiosa guerra che si protrae da anni. La società degli uomini è strutturata a livelli, ognuno dei quali corrisponde ad un grado di benessere. Hibiki Tokai è un operaio dei bassifondi, ed un cittadino di terzo livello, tuttavia con grandi aspettative per il futuro.
La guerra fra i due sessi, che ha sempre visto dominare le donne, sembra essere arrivata ad un punto di svolta. la nuova corazzata spaziale costruita dagli uomini potrebbe porre fine alla lunga guerra. Tuttavia già nel suo volo di inaugurazione, la corazzata viene intercettata e semidistrutta, dalle piratesse di Mejere. Gli uomini a bordo della nave riescono a fuggire. Soltanto Hibiki, a bordo come clandestino, viene preso in ostaggio dalle donne, insieme a pochi altri membri dell'equipaggio.
Gli uomini scampati alla presa della corazzata, bombardano la nave per impedire che essa cada nelle mani delle donne, con una speciale arma chiamata Pexis. Il pexis invece di distruggere la nave, l'avvolge e la fonde con il vascello delle donne, creando una nuova potentissima nave che verrà ribattezzata "Nirvana". Tuttavia la "Nirvana" si trova materializzata in una parte remota della galassia... A questo punto uomini e donne dovranno convivere e cooperare per uscire indenni da quella strana situazione.

## Personaggi e doppiatori
- Dita Liebely : Yumi Kakazu
- Misty Cornwell : Moyu Arishima
- Meia Gisborn : Fumiko Orikasa
- Jura Basil Elden : Yu Asakawa
- Barnette Orangello : Michiko Neya
- Gascogne Rheingau : Mayumi Asano
- Buzam A. Calessa : Yoko Soumi
- Parfet Balblair : Megumi Toyoguchi
- Paiway Underberg : Sawa Ishige
- Magno Vivan : Hisako Kyouda
- Ezra Veil : Sayaka Ōhara
- Hibiki Tokai : Hiroyuki Yoshino
- Duelo McFile : Hideki Tasaka
- Bart Garsus : Seki Tomokazu

## Lista episodi
| Nº                                   | Giapponese 「Kanji」 - Rōmaji                             | In onda          | In onda |
| Nº                                   | Giapponese 「Kanji」 - Rōmaji                             | Giapponese       |         |
| Prima stagione - 2000 (13 episodi)   |                                                           |                  |         |
| 1                                    | 「ボーイ・ミーツ・ガール」 - Bōi mītsu gāru               | 3 ottobre 2000   |         |
| 2                                    | 「そして僕は途方にくれる」 - Soshitebokuha tohō ni kureru | 10 ottobre 2000  |         |
| 3                                    | 「これが私の生きる道」 - Koregawatashinoikirumichi        | 17 ottobre 2000  |         |
| 4                                    | 「もっとあなたを知りたくて」 - Motto anata o shiritakute  | 24 ottobre 2000  |         |
| 5                                    | 「甘いワナ」 - Amai wana                                  | 31 ottobre 2000  |         |
| 6                                    | 「What a Wonderful World」                                | 7 novembre 2000  |         |
| 7                                    | 「Easy Life」                                             | 14 novembre 2000 |         |
| 8                                    | 「無理だ!」 - Murida!                                     | 21 novembre 2000 |         |
| 9                                    | 「天国よりも野蛮」 - Tengoku yori mo yaban                | 28 novembre 2000 |         |
| 10                                   | 「White Love」                                            | 5 dicembre 2000  |         |
| 11                                   | 「一緒に…」 - Issho ni...                                 | 12 dicembre 2000 |         |
| 12                                   | 「THEY DON'T CARE ABOUT US」                              | 19 dicembre 2000 |         |
| 13                                   | 「To Feel The Fire」                                      | 19 dicembre 2000 |         |
| Seconda stagione - 2004 (13 episodi) |                                                           |                  |         |
| 14                                   | 「Red Angel」                                             | 3 luglio 2004    |         |
| 15                                   | 「Be My Baby」                                            | 3 luglio 2004    |         |
| 16                                   | 「花咲く旅路」 - Hanasakutabiji                           | 3 luglio 2004    |         |
| 17                                   | 「Everything」                                            | 7 luglio 2004    |         |
| 18                                   | 「Somedays」                                              | 7 luglio 2004    |         |
| 19                                   | 「オリジナル スマイル」 - Orijinaru sumairu               | 7 luglio 2004    |         |
| 20                                   | 「頬にキスして」 - Hoho ni kisushite                      | 10 luglio 2004   |         |
| 21                                   | 「reality」                                               | 10 luglio 2004   |         |
| 22                                   | 「全部抱きしめて」 - Zenbu dakishimete                    | 10 luglio 2004   |         |
| 23                                   | 「Easy Come, Easy Go」                                    | 14 luglio 2004   |         |
| 24                                   | 「楽園」 - Rakuen                                         | 14 luglio 2004   |         |
| 25                                   | 「himegoto」                                              | 14 luglio 2004   |         |
| 26                                   | 「TRUST」                                                 | 17 luglio 2004   |         |

## Colonna sonora
Sigle di apertura
- "Trust" cantata da Salia (prima stagione)
- "Justice" cantata da Aki Kudou (seconda stagione)

Sigle di chiusura
- "Himegoto" cantata da SiLC (prima stagione)
- "Yes Together" cantata da Aki Kudou (seconda stagione, eps 1-12)
- "Trust" cantata da Salia (seconda stagione, ep 13)